# Бирнбаум, Роджер
Роджер Бирнбаум (англ. Roger Birnbaum; род. в 1950 году) — американский кинопродюсер, владелец кинокомпании Spyglass Entertainment. Двумя наиболее кассовыми фильмами, в которых Бирнбаум выступил в роли продюсера, были «Час пик 2» и «Турист», которые собрали 347,325,802$ и 278,346,189$ по всему миру.
Бирнбаум родился в Тинеке, Нью-Джерси, где он закончил Teaneck High School.

## Фильмография
- Верняк (1985)
- Три мушкетёра (1993)
- Энджи (1994)
- Ангелы у кромки поля (1994)
- Пропавшие миллионы (1994)
- Биг грин (1995)
- Пудра (1995)
- Гость (1995)
- Толстопузы (1995)
- Легенды дикого запада (1995)
- Баскетбольная лихорадка[англ.] (1996)
- Первый ребенок страны[англ.] (1996)
- До и после[англ.] (1996)
- Площадь Вашингтона[англ.]
- Человек-ракета (1997)
- Солдат Джейн (1997)
- Городская полиция (1997)
- Ангелы в зачётной зоне[англ.] (1997)
- На рыбалку (1997)
- Парикмахерша и чудовище (1997)
- Святоша (1998)
- Саймон Бирч (1998)
- Час пик (1998)
- Шесть дней, семь ночей (1998)
- Инспектор Гаджет (1999)
- Шанхайский полдень (2000)
- Сохраняя веру (2000)
- Неуязвимый (2000)
- Ангелы на площадке[англ.] (2000)
- Час пик 2 (2001)
- Отмороженные[англ.] (2001)
- Власть огня (2002)
- Граф Монте-Кристо (2002)
- Покинутый[англ.] (2002)
- Стрекоза (2002)
- Брюс Всемогущий (2003)
- Фаворит (2003)
- Инспектор Гаджет 2 (2003)
- Фаворит (2003)
- Рекрут (2003)
- Шанхайские рыцари (2003)
- В шоу только девушки (2004)
- Высший балл (2004)
- Мистер 3000[англ.] (2004)
- Мемуары гейши (2005)
- Автостопом по галактике (2005)
- Легенда Зорро (2005)
- Лысый нянька: Спецзадание (2005)
- Бунтарка (2006)
- Остаться в живых (2006)
- Белый плен (2006)
- Шары ярости (2007)
- Суперпёс (2007)
- Особо опасен (2007)
- Эван Всемогущий (2007)
- Невидимый (2007)
- Обман (2007)
- Четыре Рождества (2008)
- Секс-гуру (2008)
- Час пик 3 (2008)
- Руины (2008)
- Добро пожаловать домой, Роско Дженкинс! (2008)
- 27 свадеб (2008)
- Явление (2008)
- Проблеск гениальности (2008)
- Непокорённый (2009)
- Звёздный путь (2009)
- Бросок кобры (2009)
- Как выйти замуж за 3 дня (2010)
- Ужин с придурками (2010)
- Побег из Вегаса (2010)
- Турист (2010)
- Свободные  (2011)
- Клятва (2012)
- G.I. Joe: Бросок кобры 2 (2013)
- Робокоп (2014)
- Великолепная семёрка (2016)
- Жажда смерти (2018)
- Стекло (2019)
- Отпетые мошенницы (2019)